# Dasymallomyia compacta
Dasymallomyia compacta är en tvåvingeart som beskrevs av Alexander 1964. Dasymallomyia compacta ingår i släktet Dasymallomyia och familjen småharkrankar. Inga underarter finns listade i Catalogue of Life.